# Mika Ninagawa
Mika Ninagawa (蜷川 実花?, Ninagawa Mika; Tokyo, 18 ottobre 1972) è una fotografa e regista giapponese, nota per il suo stile caratterizzato dall'uso di colori vivaci e brillanti.

## Biografia
Figlia del regista teatrale Yukio Ninagawa e dell'attrice Tomoko Mayama, Mika nasce e cresce a Tokyo in un ambiente estremamente creativo, che la porta prima a tentare la strada della pittura e della recitazione e poi a studiare da grafico. Intrapresa successivamente la carriera di fotografa, trova la popolarità negli anni novanta come una delle maggiori esponenti del boom della fotografia femminile verificatosi in Giappone proprio in quel periodo.
Nel 2007 esordisce in qualità di regista con il film Sakuran, adattamento live action dell'omonimo manga di Moyoco Anno. Nel 2012 dirige Erika Sawajiri in Helter Skelter, anche questo basato su un manga di Kyōko Okazaki. Nel 2019 appare insieme al collega regista Yūichi Fukuda in Futatsu no Sokoku (Due patrie), miniserie drammatica con Shun Oguri e Tsuyoshi Muro trasmessa da TV Tokyo.
I suoi lavori, esposti in tutto il mondo, sono caratterizzati da uno stile fatto di colori brillanti e vivaci, nonché da temi e soggetti ricorrenti quali la cultura giovanile giapponese, i fiori, i pesci rossi e i paesaggi. La Ninagawa lavora anche nel campo della pubblicità e della moda (nota è la collaborazione con la casa di moda italiana Etro), oltre a dilettarsi come regista di video musicali di artisti nazionali e internazionali. Fa parte altresì del comitato organizzatore delle Olimpiadi del 2020 di Tokyo. Nel 2023 il Museum of Fine Arts di Boston ha esposto una sua foto che ritrae due volte campione olimpico di pattinaggio Yuzuru Hanyu nell'ambito della mostra Hokusai: Inspiration and Influence.

## Pubblicazioni
- 17 9 '97, Metarōgu, 1998, ISBN 978-4839820152.
- Baby Blue Sky, Metarōgu, 1999, ISBN 978-4839820213.
- French Kiss, Gentōsha, 1999, ISBN 978-4877288310.
- Pink Rose Suite, Editions Treville, 2000.
- Sugar and Spice, Kawade Shobō Shinsha, 2000, ISBN 978-4309264431.
- Firefly, Gentōsha, 2000, ISBN 978-4344400436.
- Mika Flowers, Pied Books, 2001, ISBN 978-4894441705.
- A Piece of Heaven, Tokyo, Giappone, Editions Treville, 2002, ISBN 4-309-90493-9.
- Like a Peach, Kōdansha, 2002, ISBN 978-4062110464.
- Fragile, Gentōsha, 2002, ISBN 978-4344002678.
- Liquid Dreams, Tokyo, Giappone, Editions Treville, 2003, ISBN 4-309-90556-0.
- Acid Bloom, Portland, Oregon, Nazraeli Press, 2004, ISBN 1-59005-066-5.
- Over the Rainbow, Kōdansha, 2004, ISBN 978-4062124034.
- Mika, Kōdansha, 2004, ISBN 978-4062124027.
- Floating Yesterday, Tokyo, Giappone, Kōdansha, 2005, ISBN 4-06-213075-0.
- Ninagawa Woman, Kōdansha, 2008, ISBN 978-4062150118.
- Flower Addict, Bijutsu Shuppansha, 2009, ISBN 978-4568120752.
- Umezz House, Shōgakukan, 2009, ISBN 978-4096820438.
- Noir, Kawade Shobō Shinsha, 2010, ISBN 978-4309272108.

## Filmografia

### Cinema
- Sakuran (さくらん?) (2007)
- Helter Skelter (ヘルタースケルター?, Herutā sukerutā) (2012)
- Diner (2019)
- Ningen Shikkaku (2019)

### Serie TV
- Followers (2020, Netflix)

### Video musicali
AKB48
- Heavy Rotation (2010)[10]
- Yobisute fantasy (2011)[11]
- Sugar Rush (2012)[12]
- Sayonara Crawl (2013)[13]
- Kimi wa melody (2016)[14]

Alicia Keys
- Girl on Fire (2013, versione per il mercato giapponese)[3]

Koda Kumi
- Pink Spider (2013)[15]

NEWS
- Kaguya (2015)[16]

Man with a Mission
- Memories (2016)[17]

Sandaime J Soul Brothers
- Hanabi (2012)
- Powder Snow: Eien ni owaranai fuyu (2012)

Takahiro (Exile)
- Issen ichibyō (2013)[18]

Yuzu
- Ashita tenki ni naare (2007)[19]
- Ame nochi halleluja (2013)[20]